# Curry & Coco
Curry & Coco ist eine 2006 gegründete Indie-Rock-/New-Wave-Band aus Lille in Frankreich.

## Geschichte
Sylvain Przybylski und Thomas Priem kennen sich seit ihrer frühesten Kindheit und gründen 2006 zusammen die Band Curry & Coco. Erste Bekanntheit erlangten sie 2008 als Begleitband zu einer Modeschau von Jean-Charles de Castelbajac. Zwischen 2008 und 2010 spielten sie über 100 Konzerte, größtenteils in Frankreich. Einige Konzerte spielten sie auch in England, Deutschland, Belgien, Spanien, Griechenland, Russland und in der Ukraine. Am 19. Januar 2010 erschien die EP Sex Is Fashion, im April folgte das Album We Are Beauty. Produziert wurde das Album von David Kosten, auch bekannt als Faultline.
Am 20. Dezember 2011 gaben Curry & Coco ihre Auflösung bekannt.

## Stil
Obwohl ihre Musik viele elektronische Elemente enthält, benutzen sie keine Loops oder Samples, sondern spielen alles live.

## Diskografie
EPs
- 2010: Sex Is Fashion

Alben
- 2010: We Are Beauty

## Musikvideos
- 2010: Who's Next?
- 2011: Top of the Pop